# Lars Rösti
Lars Rösti (19 gennaio 1998) è uno sciatore alpino svizzero.

## Biografia
Attivo in gare FIS dal novembre del 2014, in Coppa Europa Rösti ha esordito il 6 gennaio 2017 a Wengen in supergigante (58º) e ha conquistato il primo podio il 21 gennaio 2019 a Kitzbühel in discesa libera (3º). Ha debuttato in Coppa del Mondo il 2 marzo 2019 a Lillehammer Kvitfjell nella medesima specialità (31º) e ha conquistato la prima vittoria in Coppa Europa il 18 gennaio 2021 a Zinal in supergigante; in carriera non ha preso parte a rassegne olimpiche o iridate.

## Palmarès

### Mondiali juniores
- 2 medaglie:
  - 1 oro (discesa libera a Val di Fassa 2019)
  - 1 bronzo (discesa libera a Davos 2018)

### Coppa del Mondo
- Miglior piazzamento in classifica generale: 61º nel 2025

### Coppa Europa
- Miglior piazzamento in classifica generale: 9º nel 2021
- 8 podi:
  - 5 vittorie
  - 2 secondi posti
  - 1 terzo posto

#### Coppa Europa - vittorie
| Data            | Località | Paese    | Specialità |
| --------------- | -------- | -------- | ---------- |
| 18 gennaio 2021 | Zinal    | Svizzera | SG         |
| 13 gennaio 2022 | Tarvisio | Italia   | DH         |
| 14 gennaio 2022 | Tarvisio | Italia   | DH         |
| 25 gennaio 2024 | Tarvisio | Italia   | DH         |
| 7 marzo 2024    | Verbier  | Svizzera | DH         |

Legenda:

DH = discesa libera

SG = supergigante

### Campionati svizzeri
- 2 medaglie:
  - 1 oro (supergigante nel 2021)
  - 1 argento (supergigante nel 2024)